# Педагогическая улица (Москва)
Педагоги́ческая улица — улица на юге Москвы в районе Бирюлёво Восточное. Проходит от Бирюлёвской улицы до Липецкой улицы. Нумерация домов начинается от Бирюлёвской улицы, все дома имеют индекс 115404.

## История
До 1964 года в посёлке Бирюлёво существовала улица Чкалова, которая была переименована в Педагогическую (для избежания одноименности) с обоснованием: «в знак уважения к учебно-воспитательной роли учительства и педагогической науке». В 1972 году эта улица была упразднена, а 16 октября 1973 года её название перенесено на новую улицу района.

## Здания и сооружения
- д. 3 — Школа № 902 с одним из двух межшкольных стадионов района Бирюлёво Восточное, где расположены футбольное поле, легкоатлетические беговые дорожки, прыжковая яма, универсальная спортивная площадка (хоккей, баскетбол, волейбол), раздевалка. Занятия проходят всесезонно[3].

## Транспорт
По Педагогической улице не проходит ни один маршрут общественного транспорта